# Волгин, Николай Николаевич
Николай Николаевич Волгин (1907—1999) — советский военный и государственный деятель, один из создателей советской атомной промышленности. Генерал-майор инженерно-технической службы. Герой Социалистического Труда (1962). Заместитель начальника Главпромстроя НКВД/МВД СССР (1949—1951), первый начальник Главспецнефтестроя МВД СССР (1951—1955), первый начальник Десятого Главного управления (Строительство объектов атомной промышленности) МСМ СССР (1955—1974).

## Биография
Родился 2 декабря 1907 года в селе Едимоново Тверской губернии в многодетной крестьянской семье.
В 1924 году после окончания средней школы был направлен на комсомольскую работу в родном селе. Работал секретарем сельской комсомольской ячейки, в 1927—1928 годах — председателем сельскохозяйственной артели в Едимоново. Член ВКП(б) с 1928 года.
В 1929 году был призван в ряды РККА на срочную службу. После демобилизации в 1930 году работал по строительной специальности. В 1932 году вновь был призван в РККА и, после окончания курсов подготовки в вуз, поступил на строительный факультет Высшего инженерно-строительного училища, преобразованного в 1932 году в Военно-инженерной академию имени Куйбышева, которую окончил в 1937году. По окончании академии был направлен в народное хозяйство на строительство Среднеурапьского медеплавильного комбината в городе Ревда, где работал прорабом, затем начальником строительства этого комбината.

### Участие в Великой Отечественной войне
В апреле 1941 года в третий раз призван в Красную Армию, назначен заместителем командира 468-го отдельного сапёрного батальона в Прибалтийском Особом военном округе. В боях Великой Отечественной войны военинженер 2-го ранга Н. Н. Волгин участвовал с июня 1941 года. С октября 1941 по 1944 год — командир 1391-го отдельного сапёрного батальона при штабе инженерных войск Северо-Западного фронта, затем в составе 11-й армии этого фронта. Участник оборонительных сражений в Прибалтике и на Новгородском направлении, Демянской и Старорусской наступательных операций. Кроме быстрого и качественного выполнения заданий по строительству оборонительных сооружений, дотов, мостов, переправ, неоднократно участвовал в боевых операциях. Несколько раз ему приходилось вести в бой батальон для ликвидации прорывов немецких войск, держать оборону при отсутствии у командования других частей.

### ВГлавпромстроеНКВД/МВД СССР

#### Металлургические заводы
С 1945 года работал в Главпромстрое НКВД СССР, с 1946 года МВД СССР — первым заместителем начальника строительства Закавказского металлургического комбината.
После пуска комбината, возведённого в кратчайшие сроки в голой выжженной степи в 1944—1947 годах, Волгин возглавил строительство аналогичного завода № 12 в городе Электростали.
С 1949 по 1953 гг. Н. Н. Волгин был назначен первым заместителем начальника Главпромстроя МВД СССР.

#### НПЗ
Постановлением СМ СССР № 4730-1820с от 15 октября 1949 г. и приказом МВД СССР № 0751 от 1 ноября 1949 г. планировалось создать отдельный главк № 11 в МВД СССР для строительства нефтеперерабатывающих заводов, который должны были организовать начальник Главпромстроя А. Н. Комаровский и его заместитель Н. Н. Волгин. Этот приказ не был реализован, вместо этого соответствующее управление было организовано в структуре Главпромстроя (приказ МВД СССР № 00428 от 3 июля 1950 г.), возглавил его полковник Н. Н. Волгин. Через год, 8 октября 1951 г. , был принят приказ МВД СССР № 0720 о выделении этого управления в главк — Главное управление лагерей по строительству нефтеперерабатывающих заводов и предприятий искусственного жидкого топлива, Главспецнефтестрой МВД СССР, во главе с Николаем Николаевичем. Штатная численность нового главка составила 225 человек. В 1948—1951 гг. Главпромстрой организовал несколько лагерей для строительства нефтеперерабатывающих заводов.
С 21 ноября 1951 г. полковник Н. Н. Волгин служил на должности заместителя начальника Главспецнефтестроя МВД СССР, начальником которого в соответствии с Приказом МВД СССР № 1569 был назначен генерал-майор инженерно-технической службы А. Н. Комаровский, которого перебросили на этот важнейший участок с должности начальника Главпромстроя.
С 1953 по 1955 гг. работал в Главнефтеспецстрое СССР на строительстве Ангарского комбината искусственного жидкого топлива и города Ангарска и на строительстве Омского нефтеперерабатывающего завода.

#### Атомный проект
После упразднения Главпромстроя и реорганизации его в 10-е Главное управление Министерства среднего машиностроения СССР с 1955 по 1974 гг. руководил этой стратегической строительной организацией.

### Признание заслуг перед Родиной
7 марта 1962 года за успешное завершение строительства больших и сложных объектов атомной промышленности Волгину Н. Н. присвоено звание Героя Социалистического Труда с вручением ордена Ленина и золотой медали «Серп и Молот», а 22 февраля 1963 года — звание генерал-майора инженерно-технической службы.
С 1976 года на пенсии, жил в Москве. Николай Николаевич Волгин умер 26 марта 1999 года. Похоронен в Москве на Кунцевском кладбище.

## Вклад в развитие стратегических отраслей СССР
За годы работы Н. Н. Волгина в Главпромстрое НКВД/МВД СССР и 10-м Главном управлении Министерства среднего машиностроения СССР были построены стратегические объекты атомной отрасли, тяжёлой индустрии, обороны, науки и социальной сферы:
- ПО «Маяк» и город Озерск,
- Уральский электрохимический комбинат и город Новоуральск,
- Сибирский химический комбинат и город Северск,
- Горнохимический комбинат и город Железногорск,
- Электрохимический завод и город Зеленогорск,
- Ангарский электролизный химический комбинат и город Ангарск,
- Приаргунское производственное горно-химическое объединение и город Краснокаменск,
- Новосибирский завод химконцентратов,
- Пять шахтных ракетных комплексов для базирования межконтинентальных баллистических ракет,
- Ленинградская АЭС и город-спутник Сосновый Бор,
- Игналинская АЭС,
- Академгородок в Новосибирске — Новосибирского отделение Академии РАН, 16 институтов и лабораторных корпусов Академии, жилые дома и коттеджи, Дом ученых, комплекс зданий Минздрава СССР, Сибирское отделение ВАСХНИЛ,
- Байкальский целлюлозно-бумажный комбинат,
- Омский нефтеперерабатывающий завод,
- Руставский металлургический завод,
- Завод № 12 в г. Электросталь Московской области,

Могила Волгина на Кунцевском кладбище Москвы.

- РФЯЦ-ВНИИТФ в городе Снежинск.

## Награды
- 2 ордена Красной Звезды (20.05.1942 и 1956);
- 3 ордена Отечественной войны: I степени (31.10.1944 и 06.04.1985) и II степени (07.1944);
- Орден Трудового Красного Знамени;
- 2 Ордена Ленина (1958 и 1962);
- Звание Героя Социалистического Труда с Золотой медалью Серп и Молот (07.03.1962 год)
- 18 медалей СССР, полученных в военное и послевоенное время, в том числе награды ветерана войны и вооружённых сил, ветерана труда

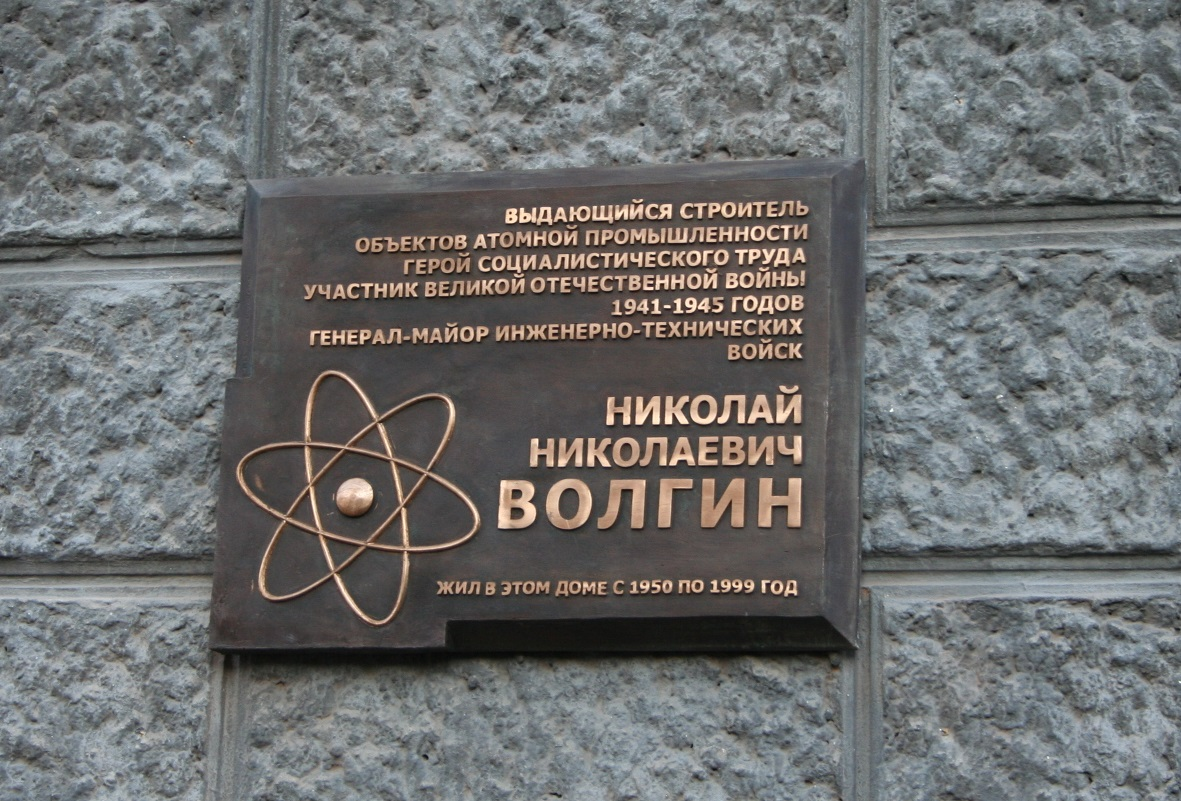
Мемориальная доска

## Память
Именем Н. Н. Волгина названа улица в городе Ангарске Иркутской области, там же установлена мемориальная доска. В Москве на доме, в котором жил Н. Н. Волгин (Большой Казённый переулок, 7), в 2009 году была установлена мемориальная доска.